# نیروی دریایی امپراتوری ژاپن در جنگ جهانی دوم

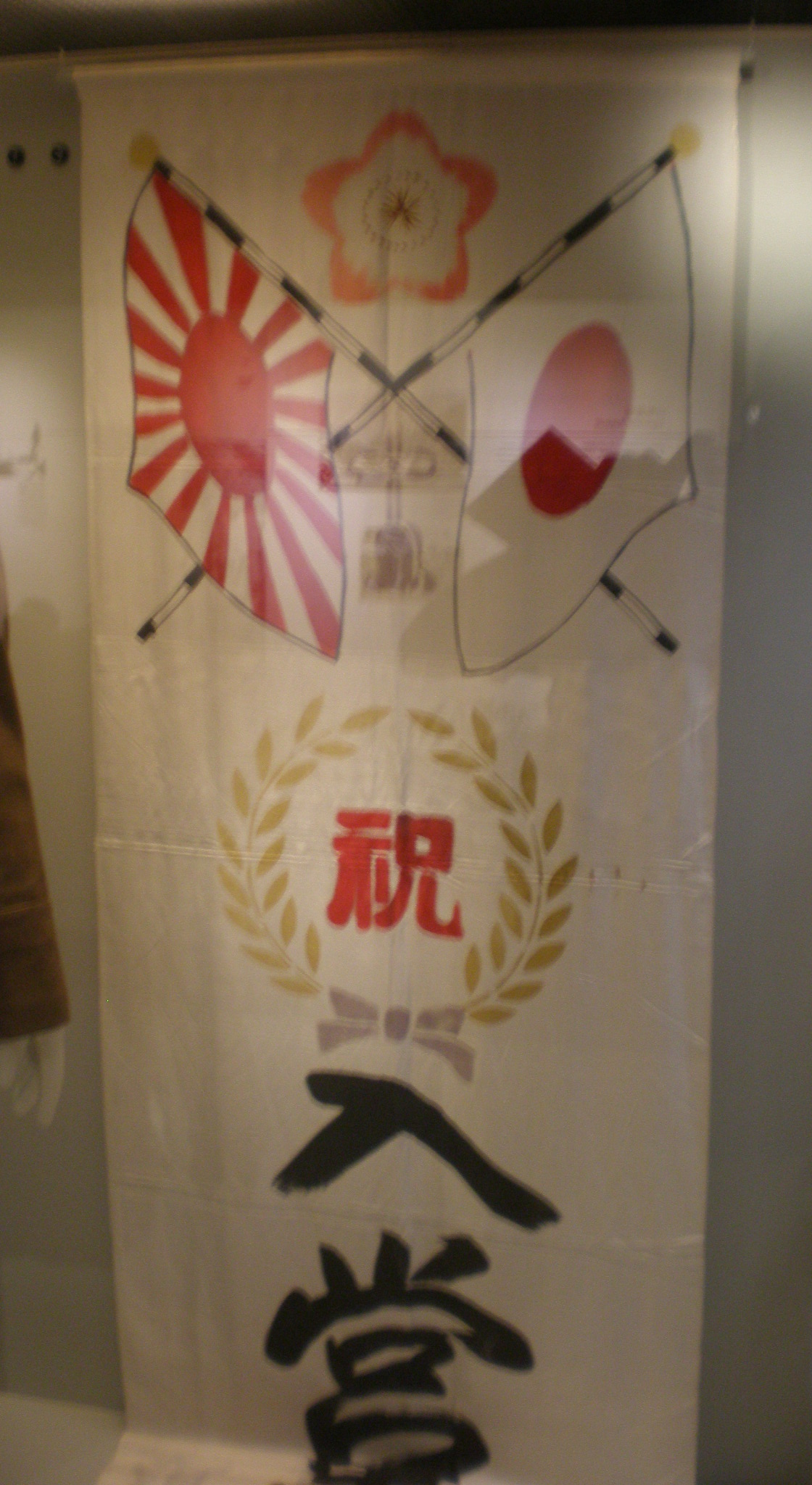
بنر ارتش امپراتوری ژاپن در جنگ جهانی دوم که در موزه دفاع ساحلی هنگ کنگ به نمایش گذاشته شده است

نیروی دریایی امپراتوری ژاپن در جنگ جهانی دوم (به انگلیسی: Imperial Japanese Navy in World War II) در آغاز جنگ اقیانوس آرام در ماه دسامبر سال ۱۹۴۱ میلادی، نیروی دریایی امپراتوری ژاپن سومین نیروی دریایی قدرتمند جهان بود، و نیروی هوایی این کشور نیز یکی از قدرتمندترین نیروهای هوایی در جهان، در طول شش ماه اوّل جنگ بود، نیروی دریایی امپراتوری ژاپن با تحمیل ( تحمّل ) شکست‌های سنگین به نیروهای متفقین موفّقیت چشمگیری داشت و در هر نبردی شکست ‌ناپذیر بود. حمله به پرل هاربر کشتی‌های جنگی ناوگان اقیانوس آرام ایالات متحده را فلج کرد، در حالی که نیروی دریایی متفقین در طول تسخیر آسیای جنوب شرقی توسط ژاپن ویران شدند. هواپیماهای نیروی دریایی ژاپن که از پایگاه‌های زمینی کار می‌کردند همچنین مسئول غرق رزم‌ناوهای پرنس ولز و رپولس بودند که اولین بار بود که کشتی‌های سرمایه در حین حرکت توسط حمله هوایی غرق می‌شدند. در آوریل ۱۹۴۲، یورش به اقیانوس هند نیروی دریایی پادشاهی بریتانیا را از جنوب شرق آسیا بیرون راند. پس از این موفّقیت‌ها، ژاپنی‌ها اکنون بر حذف و خنثی کردن نقاط استراتژیک متمرکز شدند که از آنجا متفقین می‌توانستند حملات متقابلی را علیه فتوحات ژاپن انجام دهند. با این حال، در نبرد دریای مرجان ژاپنی‌ها مجبور شدند از تلاش‌های خود برای منزوی ساختن استرالیا دست بکشند در حالی که شکست در نبرد میدوی آنها را مجبور به دفاع کرد. لشکرکشی جزایر سلیمان که در آن ژاپنی‌ها در جنگ فرسایشی شکست خوردند، تعیین‌ کننده ‌ترین بود. آنها نتوانسته بودند نیروهای کافی را در زمان کافی متحّد کنند.